# Liste der Bundesautobahnen in Deutschland

Karte aller deutschen Bundesautobahnen

Die deutschen Bundesautobahnen werden nach einem klaren System nummeriert. Seit Mitte der 1970er Jahre existiert ein Nummerierungssystem für Bundesautobahnen, das ungefähr vorgibt, welche Nummer eine neue Bundesautobahn erhält. Bundesautobahnen mit einer einstelligen Nummer (z. B. A 1) sind von bundesweiter oder gar grenzüberschreitender Bedeutung. Bundesautobahnen mit zwei Stellen als Nummer (z. B. A 20) sind in der Regel von übergeordneter regionaler Bedeutung. Bundesautobahnen mit drei Stellen als Nummer (z. B. A 999) sind in der Regel von regionaler oder städtischer Bedeutung. Häufig handelt es sich bei diesen Bundesautobahnen um Zubringer oder Umfahrungen.
Bei Bundesautobahnen mit mehr als einer Stelle als Nummer gibt die erste Ziffer die ungefähre Lage der Bundesautobahn an:
- 1 = Großraum Berlin, Leipzig-Halle, Dresden,
- 2 = Großraum Hamburg/Bremen,
- 3 = Großraum Hannover/Bielefeld/Osnabrück,
- 4 = Großraum Ruhrgebiet/Kassel/Rheinland-Pfalz,
- 5 = Großraum Köln,
- 6 = Großraum Frankfurt am Main, Mannheim-Ludwigshafen
- 7 = Großraum Schweinfurt/Nürnberg/Erfurt,
- 8 = Großraum Stuttgart,
- 9 = Großraum München.

In der Regel verlaufen Bundesautobahnen mit geraden Endziffern überwiegend in West-Ost-Richtung, jene mit ungerader Endziffer in Nord-Süd-Richtung. Ausnahmen hiervon sind z. B. die A 14 und die A 15.

## A 1 bis A 9
| Nummer      | Bezeichnung                                                                              | Verlauf | Länge   | Status                                                                                      | Karte |
| ----------- | ---------------------------------------------------------------------------------------- | --- | ------- | ------------------------------------------------------------------------------------------- | ----- |
| A1          | Vogelfluglinie, Hansalinie, Ruhrtangente, Kölner Ring, Eifelautobahn                     | Heiligenhafen – Lübeck – Hamburg – Bremen – Osnabrück – Münster – Hamm – Dortmund – Hagen – Wuppertal – Remscheid – Leverkusen – Köln – Blankenheim Kelberg – Trier – Saarbrücken                              | 748 km  | in Betrieb in Bau: Landesgrenze mit Dänemark – Puttgarden in Planung: Blankenheim – Kelberg |       |
| A2          | Warschauer Allee, Schalkeschleichweg                                                     | Oberhausen – Bottrop – Gelsenkirchen – Recklinghausen – Dortmund – Hamm – Bielefeld – Hannover – Braunschweig – Magdeburg – AD Werder                                                                          | 473 km  | in Betrieb                                                                                  |       |
| A3          | Hollandlinie, Rechtsrheinische Autobahn, Kölner Ring, Spessartautobahn, Donautalautobahn | (Arnheim –) Emmerich – Oberhausen – Duisburg – Düsseldorf – Leverkusen – Köln – Limburg/Lahn – Wiesbaden – Frankfurt am Main – Aschaffenburg – Würzburg – Nürnberg – Regensburg – Deggendorf – Passau (– Linz) | 769 km  | in Betrieb                                                                                  |       |
| A4          | Hollandlinie, Kölner Ring, Oberbergische Straße                                          | (Maastricht –) Aachen – Köln – Olpe – Krombach Kirchheimer Dreieck – Eisenach – Erfurt – Jena – Gera – Chemnitz – Dresden – Görlitz (– Breslau)                                                                | 583 km  | in Betrieb                                                                                  |       |
| A5          | HaFraBa, Bergstraßenautobahn, Rheintalautobahn, Rechtsrheinische Autobahn                | Hattenbacher Dreieck – Frankfurt am Main – Darmstadt – Heidelberg – Karlsruhe – Freiburg im Breisgau – Weil am Rhein (– Basel) (Mulhouse –) AD Neuenburg                                                       | 440 km  | in Betrieb                                                                                  |       |
| A6          | Neckarlinie, Kraichgau-Autobahn, Via Carolina                                            | (Paris –) Saarbrücken – Kaiserslautern – Mannheim – Heilbronn – Nürnberg – Amberg – Waidhaus (– Prag) | 484 km  | in Betrieb                                                                                  |       |
| A7          | HaFraBa, Nord-Süd-Achse, Rhönautobahn / -linie                                           | (Aarhus –) Flensburg – Neumünster – Hamburg – Hannover – Göttingen – Kassel – Hattenbacher Dreieck – Fulda – Würzburg – Ulm – Memmingen – Füssen (– Reutte/Fernpass)                                           | 962 km  | in Betrieb                                                                                  |       |
| A8          | Saar-Autobahn, Albauf- bzw. -abstieg, Salzburger/Wiener Autobahn                         | (Luxemburg –) Perl – Saarlouis – Neunkirchen (Saar) – Pirmasens Karlsruhe – Stuttgart – Ulm – Augsburg – München München – Rosenheim – Bad Reichenhall (– Salzburg)                                            | 505 km  | in Betrieb                                                                                  |       |
| A9          | MüLeiBerl, Berliner Autobahn, Nürnberger Autobahn                                        | AD Potsdam – Dessau – Leipzig – Hof – Bayreuth – Nürnberg – Ingolstadt – München | 530 km  | in Betrieb                                                                                  |       |
|             |                                                                                          | |         |                                                                                             |       |
| Gesamtlänge | Gesamtlänge                                                                              | Gesamtlänge | 5494 km |                                                                                             |       |

## A 10 bis A 19
| Nummer      | Bezeichnung                              | Verlauf | Länge   | Status                                                                                          | Karte |
| ----------- | ---------------------------------------- | --- | ------- | ----------------------------------------------------------------------------------------------- | ----- |
| A10         | Berliner Ring                            | AD Barnim – AD Spreeau – AD Potsdam – AD Werder – AD Havelland – AD Kreuz Oranienburg – AD Barnim                 | 196 km  | in Betrieb                                                                                      |       |
| A11         | Berlinka                                 | (Stettin –) Pomellen – Eberswalde – AD Barnim                                                                     | 110 km  | in Betrieb                                                                                      |       |
| A12         | Autobahn der Freiheit                    | AD Spreeau – Frankfurt (Oder) (– Posen)                                                                           | 58 km   | in Betrieb                                                                                      |       |
| A13         |                                          | Schönefelder Kreuz – Lübbenau/Spreewald – Senftenberg – Dresden                                                   | 151 km  | in Betrieb                                                                                      |       |
| A14         | Altmarkautobahn, Mitteldeutsche Schleife | Wismar – Schwerin – Ludwigslust – Karstädt Lüderitz – Wolmirstedt Magdeburg – Halle (Saale) – Leipzig – AD Nossen | 333 km  | in Betrieb in Bau und in Planung: Karstädt – Stendal – Lüderitz in Bau: Wolmirstedt – Magdeburg |       |
| A15         | Spreewaldautobahn                        | Lübbenau/Spreewald – Cottbus – Forst (– Breslau)                                                                  | 64 km   | in Betrieb                                                                                      |       |
| A16         | Leipzig-Lausitz-Achse                    | Leipzig – Torgau – Hoyerswerda – Weißwasser (– Breslau)                                                           |         | Planung verworfen                                                                               |       |
| A17         | Via Porta Bohemica, Prager Autobahn      | Dresden – Pirna – Bad Gottleuba (– Prag)                                                                          | 45 km   | in Betrieb                                                                                      |       |
| A17         |                                          | Bautzen – Zittau (– Liberec)                                                                                      |         | Planung verworfen; teilweise als ausgeführt                                                     |       |
| A18         | Lausitzautobahn                          | Cottbus – Görlitz – Zittau                                                                                        |         | Planung verworfen; teilweise als und ausgeführt                                                 |       |
| A19         |                                          | Rostock – AD Wittstock/Dosse                                                                                      | 123 km  | in Betrieb                                                                                      |       |
|             |                                          | |         |                                                                                                 |       |
| Gesamtlänge | Gesamtlänge                              | Gesamtlänge | 1080 km |                                                                                                 |       |

## A 20 bis A 29
| Nummer      | Bezeichnung                                               | Verlauf                                                                                     | Länge   | Status | Karte |
| ----------- | --------------------------------------------------------- | ------------------------------------------------------------------------------------------- | ------- | --- | ----- |
| A20         | Küstenautobahn, Nordwestumfahrung Hamburg, Ostseeautobahn | Bad Segeberg – Lübeck – Wismar – Rostock – Greifswald – Neubrandenburg – AD Kreuz Uckermark | 345 km  | in Betrieb in Planung: Westerstede – Bremerhaven – Glückstadt – Bad Segeberg                                                            |       |
| A21         | Ostumfahrung Hamburg                                      | Nettelsee – AK Bargteheide                                                                  | 56 km   | in Betrieb in Bau und in Planung: Kiel – Nettelsee in Planung: Bargteheide – Geesthacht – AD Handorf                                    |       |
| A22         | Küstenautobahn                                            | Westerstede – Bremerhaven – Stade                                                           |         | Nummerierung als verworfen; Planung übernommen als Teil der                                                                             |       |
| A23         | Westküstenautobahn                                        | Heide – Itzehoe – Pinneberg – Hamburg                                                       | 96 km   | in Betrieb |       |
| A24         |                                                           | Hamburg – Schwerin – AD Havelland                                                           | 237 km  | in Betrieb |       |
| A25         | Marschenlinie                                             | Hamburg – Geesthacht                                                                        | 18 km   | in Betrieb in Planung: Geesthacht – Geesthacht-Nord                                                                                     |       |
| A26         | Altes-Land-Autobahn, Hafenquerspange                      | Stade – Neu Wulmstorf                                                                       | 24 km   | in Betrieb in Planung: Drochtersen – Stade in Bau: Neu Wulmstorf – AK Hamburg-Hafen in Planung: AK Hamburg-Hafen – AD Hamburg-Stillhorn |       |
| A27         | Schellfischlinie, Blocklandlinie / -autobahn              | Cuxhaven – Bremerhaven – Bremen – Walsrode                                                  | 162 km  | in Betrieb |       |
| A28         | Ostfriesenhighway                                         | Leer – Oldenburg – Stuhr                                                                    | 97 km   | in Betrieb |       |
| A29         | Jadelinie                                                 | Wilhelmshaven – Oldenburg – AD Ahlhorner Heide                                              | 95 km   | in Betrieb |       |
|             |                                                           |                                                                                             |         | |       |
| Gesamtlänge | Gesamtlänge                                               | Gesamtlänge                                                                                 | 1130 km | |       |

## A 30 bis A 39
| Nummer      | Bezeichnung                                                   | Verlauf                                                                   | Länge  | Status                                                         | Karte |
| ----------- | ------------------------------------------------------------- | ------------------------------------------------------------------------- | ------ | -------------------------------------------------------------- | ----- |
| A30         |                                                               | (Amsterdam –) Bad Bentheim – Rheine – Osnabrück – Bad Oeynhausen          | 136 km | in Betrieb                                                     |       |
| A31         | Emslandautobahn, (Ost-)Friesenspieß                           | Emden – Lingen – Gronau – Bottrop                                         | 241 km | in Betrieb                                                     |       |
| A32         |                                                               | Schwarmstedt – Celle – Wolfsburg                                          |        | Planung verworfen                                              |       |
| A33         | Teutoburger-Wald-Autobahn, Senne-Autobahn                     | Osnabrück – Halle (Westf.) – Bielefeld – Paderborn – AK Wünnenberg-Haaren | 104 km | in Betrieb in Planung: AD Wallenhorst – Osnabrück-Widukindland |       |
| A35         |                                                               | Nienburg – Hannover – Hameln – Bielefeld                                  |        | Planung verworfen; teilweise als , und ausgeführt              |       |
| A36         | Nordharzautobahn                                              | Braunschweig – Goslar – Wernigerode – Bernburg (Saale)                    | 120 km | in Betrieb                                                     |       |
| A36         |                                                               | Hameln – Alfeld – Goslar                                                  |        | Planung verworfen; teilweise als und ausgeführt                |       |
| A37         | Moorautobahn, Messeschnellweg, Messestutzen                   | Burgdorf – Hannover-Misburg Hannover Messe – AD Hannover-Süd              | 14 km  | in Betrieb                                                     |       |
| A38         | Südharzautobahn, Südumgehung Leipzig, Mitteldeutsche Schleife | AD Drammetal – Nordhausen – Halle (Saale) – Leipzig – AD Parthenaue       | 219 km | in Betrieb                                                     |       |
| A39         | Maschener Autobahn, Nordlandautobahn                          | Maschener Kreuz – Lüneburg Wolfsburg – Braunschweig – AD Salzgitter       | 99 km  | in Betrieb in Planung: Lüneburg – Wolfsburg                    |       |
|             |                                                               |                                                                           |        |                                                                |       |
| Gesamtlänge | Gesamtlänge                                                   | Gesamtlänge                                                               | 933 km |                                                                |       |

## A 40 bis A 49
| Nummer      | Bezeichnung                                                                    | Verlauf | Länge   | Status | Karte |
| ----------- | ------------------------------------------------------------------------------ | --- | ------- | --- | ----- |
| A40         | Ruhrschnellweg / Ruhrschleichweg                                               | (Venlo –) Moers – Duisburg – Mülheim an der Ruhr – Essen – Bochum – Dortmund                                                                                            | 95 km   | in Betrieb in Bau und in Planung: Dortmund – AK Dortmund/Unna                                                    |       |
| A40         | Lipperandstraße / Lippeschnellweg                                              | Kamp-Lintfort – Dinslaken – Marl – Lünen – Hamm – Beckum |         | Planung verworfen                                                                                                |       |
| A41         | Nord-Süd-Autobahn Gelsenkirchen                                                | Dorsten – Gelsenkirchen – Essen – Sprockhövel |         | Planung verworfen                                                                                                |       |
| A42         | Emscherschnellweg / Schalkeschleichweg                                         | Kamp-Lintfort – Duisburg – Oberhausen – Bottrop – Gelsenkirchen – Herne – Dortmund                                                                                      | 58 km   | in Betrieb |       |
| A43         |                                                                                | Münster – Marl – Recklinghausen – Herne – Bochum – Wuppertal | 93 km   | in Betrieb |       |
| A44         | Belgienlinie, (DüBoDo teilweise ersetzt durch BAB 448), Hellweglinie           | (Lüttich –) Aachen – Mönchengladbach-Odenkirchen Mönchengladbach-Ost – Düsseldorf – Ratingen Heiligenhaus – Essen-Heisingen Holzwickede – Soest – Kassel Helsa – Sontra | 294 km  | in Betrieb in Bau: Ratingen – Heiligenhaus in Bau und in Planung: Kassel – Helsa in Bau: Sontra-West – AD Wommen |       |
| A45         | Dortmunder Ring, Sauerlandautobahn / -linie, Siegerlandautobahn, Wetteraulinie | Dortmund – Hagen – Siegen – Gießen – Hanau – Aschaffenburg | 257 km  | in Betrieb |       |
| A46         | Wupperschnellweg, Hochsauerlandlinie, Ruhrtalautobahn                          | Heinsberg – Neuss – Düsseldorf – Wuppertal Hagen – Hemer Arnsberg – Olsberg                                                                                             | 149 km  | in Betrieb in Planung: Hemer – Menden                                                                            |       |
| A47         |                                                                                | Bielefeld – Gütersloh – Lippstadt – Erwitte |         | Planung verworfen; teilweise als , und ausgeführt                                                                |       |
| A48         | Westerwaldautobahn, Eifelautobahn                                              | AD Vulkaneifel – Koblenz – AD Dernbach | 78 km   | in Betrieb |       |
| A49         | Lohfeldener Rüssel / Rüsselschwenk, Südtangente Kassel                         | Kassel – Schwalmstadt – Homberg (Ohm) | 87 km   | in Betrieb |       |
|             |                                                                                | |         | |       |
| Gesamtlänge | Gesamtlänge                                                                    | Gesamtlänge | 1111 km | |       |

## A 50 bis A 59
| Nummer      | Bezeichnung                                                                  | Verlauf                                                                      | Länge  | Status                                                   | Karte |
| ----------- | ---------------------------------------------------------------------------- | ---------------------------------------------------------------------------- | ------ | -------------------------------------------------------- | ----- |
| A50         | Oberbergische Straße                                                         | Aachen – Olpe                                                                |        | als Teil der ausgeführt                                  |       |
| A51         |                                                                              | Duisburg – Krefeld – Viersen – Hückelhoven – Aachen                          |        | Planung verworfen; teilweise als ausgeführt              |       |
| A52         |                                                                              | (Roermond –) Mönchengladbach – Neuss Düsseldorf – Essen Gelsenkirchen – Marl | 97 km  | in Betrieb in Planung: Essen – Gelsenkirchen             |       |
| A53         |                                                                              | (Lüttich –) Aachen – Düsseldorf                                              |        | als Teil der ausgeführt                                  |       |
| A54         | Viehbachtalstraße, Stadtautobahn Solingen                                    | (Heerlen –) Jülich – Solingen – Lüdenscheid – Werdohl                        |        | Planung verworfen; teilweise als , und L 141n ausgeführt |       |
| A55         |                                                                              | Goch – Kempen – Krefeld – Grevenbroich – Hürth                               |        | Planung verworfen                                        |       |
| A56         | Ennertaufstieg                                                               | Selfkant – Düren – Euskirchen – Bonn – Waldbröl                              |        | Planung verworfen; teilweise als und ausgeführt          |       |
| A57         | Niederrheinautobahn / Trans-Niederrhein-Magistrale, Linksrheinische Autobahn | (Nijmegen –) Goch – Moers – Krefeld – Neuss – Köln                           | 119 km | in Betrieb                                               |       |
| A59         | Nord-Süd-Straße, Flughafenautobahn                                           | Dinslaken – Duisburg Düsseldorf – Leverkusen Köln – Bonn                     | 69 km  | in Betrieb                                               |       |
|             |                                                                              |                                                                              |        |                                                          |       |
| Gesamtlänge | Gesamtlänge                                                                  | Gesamtlänge                                                                  | 285 km |                                                          |       |

## A 60 bis A 69
| Nummer      | Bezeichnung                                                                          | Verlauf | Länge  | Status                                                      | Karte |
| ----------- | ------------------------------------------------------------------------------------ | --- | ------ | ----------------------------------------------------------- | ----- |
| A60         | Mainzer Ring (südlicher Teil)                                                        | (Lüttich –) Winterspelt – Wittlich Bingen am Rhein – Mainz – Rüsselsheim am Main                                                                   | 113 km | in Betrieb                                                  |       |
| A61         | Linksrheinische Autobahn                                                             | (Venlo –) Kaldenkirchen – Mönchengladbach-Wanlo Jackerath – Bad Neuenahr-Ahrweiler – Koblenz – Bingen am Rhein – Worms – Ludwigshafen – Hockenheim | 313 km | in Betrieb                                                  |       |
| A62         |                                                                                      | Nonnweiler – Pirmasens | 79 km  | in Betrieb                                                  |       |
| A63         |                                                                                      | Mainz – Kaiserslautern | 70 km  | in Betrieb                                                  |       |
| A64         | Luxemburger Autobahn, Meulenwaldautobahn                                             | (Luxemburg –) Grenzübergang Wasserbillig/Mesenich – Trier                                                                                          | 18 km  | in Betrieb                                                  |       |
| A65         | Pfälzer Autobahn                                                                     | Ludwigshafen – Neustadt an der Weinstraße – Wörth                                                                                                  | 59 km  | in Betrieb                                                  |       |
| A66         | Rhein-Main-Schnellweg, Kinzigtalautobahn, „Route 66“, Mainzer Ring (nördlicher Teil) | Wiesbaden – Frankfurt am Main-Miquelallee Frankfurt-Bergen-Enkheim – Hanau – Fulda                                                                 | 125 km | in Betrieb in Bau: AD Erlenbruch – Frankfurt-Bergen-Enkheim |       |
| A67         | Rechtsrheinische Autobahn                                                            | Rüsselsheim – Darmstadt – Viernheimer Dreieck | 58 km  | in Betrieb                                                  |       |
| A69         | Bienwaldautobahn                                                                     | Schifferstadt – Germersheim – Wörth am Rhein (– Straßburg)                                                                                         |        | Planung verworfen; teilweise als ausgeführt                 |       |
|             |                                                                                      | |        |                                                             |       |
| Gesamtlänge | Gesamtlänge                                                                          | Gesamtlänge | 835 km |                                                             |       |

## A 70 bis A 79
| Nummer      | Bezeichnung                                                          | Verlauf                                                                         | Länge  | Status                                               | Karte |
| ----------- | -------------------------------------------------------------------- | ------------------------------------------------------------------------------- | ------ | ---------------------------------------------------- | ----- |
| A70         | Maintalautobahn                                                      | Schweinfurt – Bamberg – Bayreuth                                                | 120 km | in Betrieb                                           |       |
| A71         | Thüringer-Wald-Autobahn                                              | Sangerhausen – Erfurt – Suhl – Schweinfurt                                      | 220 km | in Betrieb                                           |       |
| A72         | Vogtlandautobahn                                                     | Hof – Zwickau – Chemnitz – Rötha                                                | 162 km | in Betrieb in Bau: Rötha – Leipzig                   |       |
| A73         | Frankenschnellweg (nördlicher Teil) Südwesttangente (östlicher Teil) | Suhl – Coburg – Bamberg – Erlangen – Nürnberg/Fürth Nürnberg-Hafen-Ost – Feucht | 167 km | in Betrieb                                           |       |
| A75         | Mittelfrankenautobahn                                                | Baiersdorf – Nürnberg – Hilpoltstein                                            |        | Planung verworfen                                    |       |
| A77         | Frankenschnellweg (südlicher Teil)                                   | Nürnberg-Hafen – Weißenburg in Bayern – Donauwörth                              |        | Planung verworfen; teilweise als K N4 und ausgeführt |       |
|             |                                                                      |                                                                                 |        |                                                      |       |
| Gesamtlänge | Gesamtlänge                                                          | Gesamtlänge                                                                     | 669 km |                                                      |       |

## A 80 bis A 89
| Nummer      | Bezeichnung                                                   | Verlauf | Länge  | Status                                            | Karte |
| ----------- | ------------------------------------------------------------- | --- | ------ | ------------------------------------------------- | ----- |
| A80         | Filstalautobahn                                               | Germersheim – Bruchsal – Stuttgart – Göppingen – Ulm – Senden                                                 |        | Planung verworfen; teilweise als , und ausgeführt |       |
| A81         | Neckarlinie, Bodenseeautobahn, „Spätzle-Highway“, Gipsstrecke | Würzburg – Heilbronn – Stuttgart – Sindelfingen – Villingen-Schwenningen – Singen (Hohentwiel) – Gottmadingen | 276 km | in Betrieb                                        |       |
| A82         |                                                               | Karlsruhe – Pforzheim – Stuttgart                                                                             |        | Planung verworfen, teilweise als ausgeführt       |       |
| A82         |                                                               | Mannheim – Heidelberg – Bruchsal                                                                              |        | Planung verworfen                                 |       |
| A83         |                                                               | Lauffen am Neckar – Stuttgart – Tübingen – Villingen-Schwenningen – Donaueschingen                            |        | Planung verworfen; teilweise als ausgeführt       |       |
| A84         |                                                               | (Straßburg –) Freudenstadt – Tübingen – Reutlingen – Kirchheim unter Teck                                     |        | Planung verworfen; teilweise als ausgeführt       |       |
| A85         | Filderautobahn                                                | Schwäbisch Hall – Stuttgart – Metzingen – Ravensburg                                                          |        | Planung verworfen; teilweise als ausgeführt       |       |
| A86         | Schwarzwaldautobahn                                           | Breisach – Freiburg im Breisgau – Donaueschingen – Riedlingen – Ulm – Langenau                                |        | Planung verworfen; teilweise als , und ausgeführt |       |
| A87         | Remstalautobahn                                               | Stuttgart-Stammheim – Waiblingen – Schorndorf – Schwäbisch Gmünd – Aalen                                      |        | Planung verworfen; als ausgeführt                 |       |
| A88         |                                                               | Riedlingen – Biberach – Memmingen                                                                             |        | Planung verworfen; teilweise als ausgeführt       |       |
| A89         |                                                               | Ulm – Biberach – Ravensburg – Friedrichshafen                                                                 |        | Planung verworfen; teilweise als ausgeführt       |       |
|             |                                                               | |        |                                                   |       |
| Gesamtlänge | Gesamtlänge                                                   | Gesamtlänge                                                                                                   | 276 km |                                                   |       |

## A 90 bis A 99
| Nummer      | Bezeichnung                                           | Verlauf | Länge  | Status                                                                                  | Karte |
| ----------- | ----------------------------------------------------- | --- | ------ | --------------------------------------------------------------------------------------- | ----- |
| A90         | Paartalautobahn                                       | Aichach – Pfaffenhofen an der Ilm – AK Holledau – Saalhaupt |        | Planung verworfen; teilweise als und ausgeführt                                         |       |
| A91         | Reichsstädtelinie, Ries-Autobahn, Lechfeldautobahn    | Feuchtwangen – Donauwörth – Augsburg – Landsberg am Lech – Füssen |        | Planung verworfen; teilweise als , und ausgeführt                                       |       |
| A92         | Isarlinie, Flughafenzubringer                         | AD München-Feldmoching – Flughafen München – Landshut – Deggendorf | 134 km | in Betrieb                                                                              |       |
| A93         | Ostbayernautobahn, Inntalautobahn, Brennerautobahn    | Hof – Weiden – Regensburg – AD Holledau Rosenheim – Kiefersfelden (– Innsbruck)                                                                                        | 268 km | in Betrieb                                                                              |       |
| A94         | Töginger Straße, Isentalautobahn                      | München – Burghausen Malching – Kirchham | 109 km | in Betrieb in Planung: Burghausen – Malching in Bau: Kirchham – AK Pocking              |       |
| A95         | Garmischer Autobahn, Olympiastraße (in München)       | München – Garmisch-Partenkirchen | 69 km  | in Betrieb                                                                              |       |
| A96         | Allgäuautobahn, Ammerseeautobahn, Lindauer Autobahn   | (Bregenz –) Lindau – Memmingen – Landsberg am Lech – München | 173 km | in Betrieb                                                                              |       |
| A98         | Hochrheinautobahn, Bodenseeautobahn, Voralpenautobahn | Weil am Rhein – Rheinfelden-Ost Murg – Hauenstein Waldshut-Tiengen – Lauchringen Singen (Hohentwiel) – Stockach                                                        | 47 km  | in Betrieb in Planung: Rheinfelden-Ost – Murg in Planung: Hauenstein – Waldshut-Tiengen |       |
| A99         | Autobahnring München                                  | AD München-Südwest – AK München-West – AK München-Nord – AK München-Ost – AK München-Süd AD München-Allach – AD München-Eschenried (Eschenrieder Spange; inoffiziell ) | 58 km  | in Betrieb                                                                              |       |
|             |                                                       | |        |                                                                                         |       |
| Gesamtlänge | Gesamtlänge                                           | Gesamtlänge | 858 km |                                                                                         |       |

## A 100 bis A 199
| Nummer      | Bezeichnung                                  | Verlauf                                                            | Länge  | Status                                                                                             | Karte |
| ----------- | -------------------------------------------- | ------------------------------------------------------------------ | ------ | -------------------------------------------------------------------------------------------------- | ----- |
| A100        | Stadtring Berlin                             | Seestraße – AD Funkturm – AK Schöneberg – AD Neukölln – Grenzallee | 21 km  | in Betrieb in Bau: Grenzallee – Am Treptower Park in Planung: Am Treptower Park – Storkower Straße |       |
| A102        | Zubringer Gradestraße                        | AK Tempelhof – Gradestraße                                         | 1 km   | Umwidmung zu einem Ast der                                                                         |       |
| A103        | Abzweig Schöneberg                           | Sachsendamm – AK Schöneberg – Wolfensteindamm/Schloßstraße         | 4 km   | in Betrieb                                                                                         |       |
| A104        | Autobahnzubringer Schmargendorf              | Konstanzer Straße – AK Wilmersdorf – Schildhornstraße              | 3 km   | Umwidmung zu einem Ast der                                                                         |       |
| A105        | Zubringer Kurt-Schumacher-Platz              | AK Reinickendorf – Kurt-Schumacher-Damm                            | 1 km   | Umwidmung zu einem Ast der                                                                         |       |
| A106        | Südtangente Berlin                           | Schöneberg – Kreuzberg – Treptow – Köpenick                        |        | Planung verworfen                                                                                  |       |
| A107        | Mitteltangente Berlin                        | Berlin-Tiergarten – Berlin-Mitte – Friedrichshain                  |        | Planung verworfen                                                                                  |       |
| A111        | Zubringer Oranienburg                        | AD Kreuz Oranienburg – AD Charlottenburg                           | 23 km  | in Betrieb                                                                                         |       |
| A113        | Zubringer Schönefeld                         | AD Neukölln – Schönefelder Kreuz                                   | 19 km  | in Betrieb                                                                                         |       |
| A114        | Abzweig Berlin-Pankow                        | AD Pankow – Prenzlauer Promenade                                   | 9 km   | in Betrieb                                                                                         |       |
| A115        | AVUS                                         | AD Funkturm – Potsdam – AD Nuthetal                                | 28 km  | in Betrieb                                                                                         |       |
| A117        | Zubringer Dresden                            | AD Treptow – AD Waltersdorf                                        | 5 km   | in Betrieb                                                                                         |       |
| A140        | Südtangente Leipzig                          | AD Halle-Süd – Leipzig – AD Parthenaue                             |        | als Teil der ausgeführt                                                                            |       |
| A143        | Westumfahrung Halle, Mitteldeutsche Schleife | Halle-Neustadt – AD Halle-Süd                                      | 9 km   | in Betrieb in Bau: AD Halle-Nord – Halle-Neustadt                                                  |       |
|             |                                              |                                                                    |        | |       |
| Gesamtlänge | Gesamtlänge                                  | Gesamtlänge                                                        | 123 km | |       |

## A 200 bis A 299
| Nummer      | Bezeichnung                                     | Verlauf                                                                     | Länge | Status                                                                                       | Karte |
| ----------- | ----------------------------------------------- | --------------------------------------------------------------------------- | ----- | -------------------------------------------------------------------------------------------- | ----- |
| A201        | Rügenzubringer                                  | Grimmen – Stralsund – Bergen auf Rügen                                      |       | Planung verworfen; teilweise als ausgeführt                                                  |       |
| A205        |                                                 | (Padborg –) Flensburg – Handewitt                                           |       | herabgestuft zur                                                                             |       |
| A210        | Mettenhofzubringer                              | Rendsburg – AK Kiel-West                                                    | 25 km | in Betrieb                                                                                   |       |
| A215        | Kieler Abzweig                                  | Kiel – AD Bordesholm                                                        | 21 km | in Betrieb                                                                                   |       |
| A226        |                                                 | AD Bad Schwartau – Lübeck-Siems                                             | 5 km  | in Betrieb                                                                                   |       |
| A227        |                                                 | Lübeck-Travemünde – Lübeck-St. Gertrud                                      |       | Planung verworfen; teilweise als ausgeführt                                                  |       |
| A241        | Schweriner Anschluss                            | Wismar – Schwerin                                                           |       | Umwidmung zu einem Teil der                                                                  |       |
| A250        | Maschener Autobahn                              | Maschener Kreuz – Lüneburg                                                  |       | Umwidmung zu einem Teil der                                                                  |       |
| A252        | Hafen(quer)spange                               | Hamburg-Wilhelmsburg – AK Hamburg Süd                                       |       | herabgestuft zur                                                                             |       |
| A253        | Harburger Umgehung                              | Hamburg-Wilhelmsburg – Hamburg-Harburg                                      |       | herabgestuft zur                                                                             |       |
| A255        | Abzweig Veddel                                  | Hamburg-Veddel – AK Hamburg Süd                                             | 2 km  | in Betrieb                                                                                   |       |
| A261        | Eckverbindung Harburg                           | AD Hamburg-Südwest – Buchholzer Dreieck                                     | 9 km  | in Betrieb                                                                                   |       |
| A263        |                                                 | Schwarzenbek – Lüneburg                                                     |       | Planung verworfen; als Teil der ausgeführt; in Planung als Teil der                          |       |
| A270        | Lesumer Schnellweg                              | Bremen-Blumenthal – Ritterhude                                              | 11 km | in Betrieb                                                                                   |       |
| A280        |                                                 | (Groningen –) AD Bunde                                                      | 5 km  | in Betrieb                                                                                   |       |
| A281        | Eckverbindung Bremen                            | AD Bremen-Industriehäfen – Burg-Grambke Bremen-Seehausen – Flughafen Bremen | 11 km | in Betrieb in Bau: Burg-Grambke – Seehausen in Bau und in Planung: Flughafen Bremen – Arsten |       |
| A282        |                                                 | Delmenhorst – Bremen                                                        |       | Planung verworfen; als Teil der ausgeführt                                                   |       |
| A290        |                                                 | Wilhelmshaven – Wittmund                                                    |       | Planung verworfen; teilweise als ausgeführt                                                  |       |
| A293        | Westumgehung Oldenburg, Stadtautobahn Oldenburg | AK Oldenburg-Nord – AD Oldenburg-West                                       | 9 km  | in Betrieb                                                                                   |       |
|             |                                                 |                                                                             |       |                                                                                              |       |
| Gesamtlänge | Gesamtlänge                                     | Gesamtlänge                                                                 | 98 km |                                                                                              |       |

## A 300 bis A 399
| Nummer      | Bezeichnung                          | Verlauf                                       | Länge | Status                                     | Karte |
| ----------- | ------------------------------------ | --------------------------------------------- | ----- | ------------------------------------------ | ----- |
| A314        |                                      | (Enschede –) Gronau – Münster                 |       | Planung verworfen; als Teil der ausgeführt |       |
| A339        | Nordumgehung Bad Oeynhausen          | Dehme – AK Bad Oeynhausen                     |       | Planung verworfen; als Teil der ausgeführt |       |
| A352        | Eckverbindung Hannover               | AD Hannover-Nord – AD Hannover-West           | 17 km | in Betrieb                                 |       |
| A369        | Zubringer Bad Harzburg, Harz-Highway | AD Nordharz – AD Bad Harzburg                 | 4 km  | in Betrieb                                 |       |
| A376        | Messeschnellweg, Messestutzen        | Hannover-Messegelände – AD Hannover-Süd       |       | Umwidmung zu einem Teil der                |       |
| A388        | Nordumgehung Göttingen               | Göttingen-Nord – Göttingen-Weende             |       | herabgestuft zur                           |       |
| A391        | Westtangente Braunschweig            | Braunschweig-Wenden – AD Braunschweig-Südwest | 12 km | in Betrieb                                 |       |
| A392        | Nordtangente Braunschweig            | Watenbüttel – Siegfriedviertel                | 4 km  | in Betrieb                                 |       |
| A395        | Harz-Highway                         | Braunschweig – Wolfenbüttel – Goslar          |       | Umwidmung zu                               |       |
|             |                                      |                                               |       |                                            |       |
| Gesamtlänge | Gesamtlänge                          | Gesamtlänge                                   | 37 km |                                            |       |

## A 400 bis A 499
| Nummer      | Bezeichnung                                             | Verlauf                                                                         | Länge | Status                                      | Karte |
| ----------- | ------------------------------------------------------- | ------------------------------------------------------------------------------- | ----- | ------------------------------------------- | ----- |
| A430        | Ruhrschnellweg                                          | Duisburg – Mülheim an der Ruhr – Essen – Bochum – Dortmund                      |       | Umwidmung zu einem Teil der                 |       |
| A432        |                                                         | Herne – Bochum-Stahlhausen                                                      |       | Planung verworfen                           |       |
| A441        |                                                         | Lünen – Dortmund – Schwerte                                                     |       | Planung verworfen; als ausgeführt           |       |
| A443        | Querspange Unna                                         | Unna – Unna-Süd                                                                 |       | herabgestuft zur und L 679                  |       |
| A445        |                                                         | Werl-Nord – Arnsberg-Neheim                                                     | 14 km | in Betrieb in Planung: Hamm – Werl-Nord     |       |
| A448        | Bochumer Außenring, Opelquerspange, Südumfahrung Bochum | AD Bochum-West – AK Dortmund/Witten                                             | 18 km | in Betrieb                                  |       |
| A451        |                                                         | Remscheid – Gummersbach – Waldbröl                                              |       | Planung verworfen; teilweise als ausgeführt |       |
| A480        | Gießener Ring                                           | Aßlar – Wetzlarer Kreuz Wettenberg – Gießener Nordkreuz – Reiskirchener Dreieck | 19 km | in Betrieb                                  |       |
| A480        |                                                         | Wetzlar – Gießen                                                                |       | herabgestuft zur                            |       |
| A485        | Osttangente Gießen, Gießener Ring                       | Gießener Nordkreuz – Langgöns                                                   | 19 km | in Betrieb                                  |       |
|             |                                                         |                                                                                 |       |                                             |       |
| Gesamtlänge | Gesamtlänge                                             | Gesamtlänge                                                                     | 70 km |                                             |       |

## A 500 bis A 599
| Nummer      | Bezeichnung                                           | Verlauf                                  | Länge  | Status                                                          | Karte |
| ----------- | ----------------------------------------------------- | ---------------------------------------- | ------ | --------------------------------------------------------------- | ----- |
| A516        | Zubringer Oberhausen                                  | AK Oberhausen – Oberhausen-Eisenheim     | 5 km   | in Betrieb                                                      |       |
| A524        |                                                       | Duisburg-Huckingen – AD Breitscheid      | 8 km   | in Betrieb in Planung: Duisburg-Mündelheim – Duisburg-Huckingen |       |
| A533        | Phantasialand-Autobahn                                | AK Bliesheim – Brühl                     |        | als ausgeführt                                                  |       |
| A535        |                                                       | Velbert – Wuppertal                      | 13 km  | in Betrieb                                                      |       |
| A540        | Zubringer Grevenbroich                                | Jüchen – Grevenbroich                    |        | herabgestuft zur                                                |       |
| A542        |                                                       | Monheim – Langenfeld                     | 6 km   | in Betrieb                                                      |       |
| A544        | Aachener Zubringer                                    | Aachen-Europaplatz – AK Aachen           | 5 km   | in Betrieb                                                      |       |
| A545        |                                                       | Aachen – Bad Münstereifel                |        | Planung verworfen                                               |       |
| A552        |                                                       | Köln-Worringen – Köln-Niehl              |        | Planung verworfen; teilweise als Stadtstraße ausgeführt         |       |
| A553        | „Phantasialand-Autobahn“ / -highway", Rheinspange 553 | AK Bliesheim – Brühl                     | 13 km  | in Betrieb in Planung: Brühl – – AD Köln-Lind                   |       |
| A555        | Köln-Bonner Autobahn, Diplomatenrennbahn              | Köln – Bonn                              | 20 km  | in Betrieb                                                      |       |
| A558        |                                                       | Frechen – Rodenkirchen                   |        | Planung verworfen                                               |       |
| A559        |                                                       | AK Köln-Gremberg – AD Porz               | 7 km   | in Betrieb                                                      |       |
| A560        | Siegtal-Autobahn                                      | Sankt Augustin – Hennef                  | 13 km  | in Betrieb                                                      |       |
| A562        | Südumfahrung Bonn                                     | Bad Godesberg – AK Bonn-Ost              | 4 km   | in Betrieb                                                      |       |
| A565        | Bonner Stadtautobahn                                  | Dreieck Bonn-Nordost – Meckenheim        | 27 km  | in Betrieb                                                      |       |
| A571        | Abzweig Sinzig                                        | Ehlingen – AD Sinzig                     | 3 km   | in Betrieb                                                      |       |
| A573        | Abzweig Bad Neuenahr–Ahrweiler                        | AD Bad Neuenahr-Ahrweiler – Bad Neuenahr | 3 km   | in Betrieb                                                      |       |
| A580        | Aachener Zubringer                                    | Aachen-Europaplatz – AK Aachen           |        | als ausgeführt                                                  |       |
|             |                                                       |                                          |        |                                                                 |       |
| Gesamtlänge | Gesamtlänge                                           | Gesamtlänge                              | 127 km |                                                                 |       |

## A 600 bis A 699
| Nummer      | Bezeichnung                             | Verlauf                                                       | Länge  | Status                                            | Karte |
| ----------- | --------------------------------------- | ------------------------------------------------------------- | ------ | ------------------------------------------------- | ----- |
| A602        | Moseltalautobahn                        | Trier – AD Moseltal                                           | 10 km  | in Betrieb                                        |       |
| A610        |                                         | Idar-Oberstein – Bad Kreuznach                                |        | Planung verworfen; teilweise als ausgeführt       |       |
| A620        | Saarautobahn, Stadtautobahn Saarbrücken | Saarlouis – Saarbrücken                                       | 32 km  | in Betrieb                                        |       |
| A621        |                                         | Saarlouis – Überherrn                                         |        | Planung verworfen; als ausgeführt                 |       |
| A623        | Grühlingsstraße                         | Friedrichsthal – Saarbrücken                                  | 10 km  | in Betrieb                                        |       |
| A643        | Mainzer Ring (westlicher Teil)          | Wiesbaden-Dotzheim – AD Mainz                                 | 8 km   | in Betrieb                                        |       |
| A647        | Taunusautobahn                          | Frankfurt-Höchst – Königstein im Taunus                       |        | Planung verworfen; teilweise als ausgeführt       |       |
| A648        | Wiesbadener Straße                      | Eschborner Dreieck – Messe Frankfurt                          | 5 km   | in Betrieb                                        |       |
| A650        |                                         | Bad Dürkheim – Ludwigshafen am Rhein                          | 14 km  | in Betrieb                                        |       |
| A652        |                                         | Kandel – Wörth am Rhein                                       |        | Planung verworfen; teilweise als und ausgeführt   |       |
| A653        |                                         | Ludwigshafen am Rhein – Speyer                                |        | Planung verworfen; als und ausgeführt             |       |
| A654        |                                         | Wörth am Rhein – Malsch                                       |        | Planung verworfen                                 |       |
| A655        |                                         | Worms – Ludwigshafen am Rhein – Schwetzingen                  |        | Planung verworfen; teilweise als , und ausgeführt |       |
| A656        |                                         | Mannheim – Heidelberg                                         | 12 km  | in Betrieb                                        |       |
| A659        |                                         | Weinheim – Viernheim                                          | 7 km   | in Betrieb                                        |       |
| A661        | Osttangente Frankfurt, Taunusschnellweg | Oberursel – Frankfurt am Main – Offenbach am Main – Egelsbach | 37 km  | in Betrieb                                        |       |
| A671        | Mainzer Ring (östlicher Teil)           | Wiesbaden – Mainspitz-Dreieck                                 | 12 km  | in Betrieb                                        |       |
| A672        | Querspange Darmstadt                    | Griesheim – Darmstadt                                         | 2 km   | in Betrieb                                        |       |
| A680        |                                         | Darmstadt – Dieburg                                           |        | herabgestuft zur                                  |       |
| A683        | Rodgauautobahn                          | Dieburg – Hanau                                               |        | herabgestuft zur                                  |       |
| A687        |                                         | Stockstadt am Main – Obernburg am Main                        |        | Planung verworfen; als ausgeführt                 |       |
|             |                                         |                                                               |        |                                                   |       |
| Gesamtlänge | Gesamtlänge                             | Gesamtlänge                                                   | 149 km |                                                   |       |

## A 700 bis A 799
| Nummer | Bezeichnung                         | Verlauf                                  | Länge | Status                                                                                               |
| ------ | ----------------------------------- | ---------------------------------------- | ----- | --- |
| A713   |                                     | Estenfeld – Würzburg-Heidingsfeld        |       | Planung verworfen; als ausgeführt                                                                    |
| A722   |                                     | AD Bayerisches Vogtland – AD Hochfranken |       | umgewidmet zur                                                                                       |
| A731   |                                     | Bamberg – Pommersfelden                  |       | Planung verworfen; als Teil der ausgeführt                                                           |
| A751   | Frankenschnellweg (südlicher Teil)  | Nürnberg – Schwabach                     |       | Planung zunächst in Planung der bzw. aufgegangen und später verworfen; teilweise als K N4 ausgeführt |
| A752   | Südwesttangente (westlicher Teil)   | Nürnberg – Diespeck                      |       | Planung verworfen; teilweise als Gemeindestraße und als Teil der ausgeführt                          |
| A753   | Frankenschnellweg (nördlicher Teil) | Erlangen – Nürnberg                      |       | Planung verworfen; als Teil der ausgeführt                                                           |

## A 800 bis A 899
| Nummer      | Bezeichnung            | Verlauf                                     | Länge  | Status                                            | Karte |
| ----------- | ---------------------- | ------------------------------------------- | ------ | ------------------------------------------------- | ----- |
| A828        |                        | Baden-Baden – Geroldsau                     |        | Planung verworfen; teilweise als ausgeführt       |       |
| A831        |                        | Stuttgart-Vaihingen – AK Stuttgart          | 2 km   | in Betrieb                                        |       |
| A833        |                        | Sindelfingen – Böblingen                    |        | herabgestuft zur                                  |       |
| A834        |                        | Stuttgart-Vaihingen – Stuttgart-Möhringen   |        | Planung verworfen                                 |       |
| A840        |                        | Kehl – Offenburg                            |        | Planung verworfen; als Teil der ausgeführt        |       |
| A860        | Stadtautobahn Freiburg | Umkirch – Freiburg im Breisgau – Buchenbach |        | in Planung; teilweise Hochstufung der geplant     |       |
| A861        | Querspange Rheinfelden | AD Hochrhein – Rheinfelden (– Zürich)       | 4 km   | in Betrieb                                        |       |
| A862        |                        | (Mulhouse –) AD Neuenburg                   | 0,4 km | Umwidmung zu einem Ast der                        |       |
| A863        |                        | Baden-Baden – Iffezheim                     |        | Planung verworfen; als Teil der ausgeführt        |       |
| A863        |                        | Denzlingen – Freiburg im Breisgau           |        | Planung verworfen; als Teil der und ausgeführt    |       |
| A864        |                        | Donaueschingen – AD Bad Dürrheim            | 6 km   | in Betrieb                                        |       |
| A881        |                        | AK Hegau – Konstanz                         |        | Planung verworfen; teilweise als ausgeführt       |       |
| A895        |                        | Ulm-Grimmelfingen – Ulm-Wiblingen           |        | Planung verworfen; als Teil der K 9915 ausgeführt |       |
|             |                        |                                             |        |                                                   |       |
| Gesamtlänge | Gesamtlänge            | Gesamtlänge                                 | 12 km  |                                                   |       |

## A 900 bis A 999
| Nummer      | Bezeichnung                               | Verlauf                                    | Länge | Status                                                        | Karte |
| ----------- | ----------------------------------------- | ------------------------------------------ | ----- | ------------------------------------------------------------- | ----- |
| A921        |                                           | Flughafen München – München                |       | Planung verworfen                                             |       |
| A922        | Flughafenzubringer                        | Flughafen München – AD München-Feldmoching |       | als Teil der ausgeführt                                       |       |
| A942        |                                           | Mühldorf am Inn – Simbach am Inn           |       | als Teil der ausgeführt                                       |       |
| A944        |                                           | München – Wasserburg am Inn                |       | Planung verworfen                                             |       |
| A952        | Abzweig Starnberg                         | AD Starnberg – Starnberg                   | 5 km  | in Betrieb                                                    |       |
| A980        | Abzweig Waltenhofen, Südumfahrung Kempten | AD Allgäu – Waltenhofen                    | 5 km  | in Betrieb                                                    |       |
| A985        |                                           | Waltenhofen – Oberstdorf                   |       | Planung verworfen; teilweise als ausgeführt                   |       |
| A990        |                                           | AK München-Nord – Schwabing                |       | als Teil der ausgeführt                                       |       |
| A991        |                                           | AD München-Feldmoching – Olympiapark       |       | Planung verworfen; teilweise als ausgeführt                   |       |
| A992        |                                           | München-Steinhausen – AK München-Ost       |       | als Teil der ausgeführt                                       |       |
| A993        |                                           | Perlach – Putzbrunn                        |       | Planung verworfen; teilweise als Staatsstraße 2078 ausgeführt |       |
| A994        |                                           | Ramersdorf – AK München-Süd                |       | als Teil der ausgeführt                                       |       |
| A995        | Südzubringer München, Giesinger Autobahn  | München-Giesing – AK München-Süd           | 11 km | in Betrieb                                                    |       |
| A996        |                                           | Sendling – Forstenrieder Park              |       | als Teil der ausgeführt                                       |       |
| A997        | Ammerseestraße                            | AD München-Südwest – Sendling              |       | als Teil der ausgeführt                                       |       |
| A998        |                                           | AK München-West – Obermenzing              |       | als Teil der ausgeführt                                       |       |
| A999        |                                           | Mittlerer Autobahnring München             |       | Planung verworfen; als ausgeführt                             |       |
|             |                                           |                                            |       |                                                               |       |
| Gesamtlänge | Gesamtlänge                               | Gesamtlänge                                | 21 km |                                                               |       |